# André Rivoal
Pour les articles homonymes, voir Rivoal (homonymie).
André Léon Rivoal, né le 12 février 1922 à Armentières et mort le 29 juin 2006 à Eaubonne, est un coureur cycliste français, spécialiste de la piste.

## Biographie
André Rivoal est né à Armentières de mère belge et de père breton.
En 1940, il participe aux trophées de Longchamp et à la course de la Médaille où il se qualifie pour la grande finale 1940/41. Il court des américaines associé à Schneider et de nouveau les trophées de Longchamp en 1941.
Il ne peut courir que par intermittence pendant l'occupation car il passe plus de temps à se cacher qu'à s'entraîner. Il participe  de nouveau à la course de la Médaille 1943/44 et se qualifie pour la grand finale
1945 est sa première année normale depuis longtemps. Il est le meilleur sprinter amateur français de l'année. Il remporte le Grand Prix Cyclo-Sport de vitesse et le Grand Prix d'Europe où il bat Harris. Il devient Champion de France de vitesse amateur devant Prigent.
En 1946, il termine 2e du classement général du critérium International de vitesse amateurs. Il court sur invitation au vélodrome de Herne Hill à Londres où tous les grands noms sont présents : Reg Harris, Alan Bannister, Lew Pond et John Dennis. Il gagne le championnat de France de vitesse des sociétés avec l'équipe du CSIM,. Il est battu par Sensever aux championnats de France. Il participe aux championnat du monde 1946 à Zurich où il est battu en série par le belge Fernand Marquenie.
En 1948, il participe au match France-Italie (Coste, Adam, lacoponelli, Rivoal, Lognay, Verdeun, Lesueur et Béthery vs Messina, Benfenati, Astolfi, Loatti, Ghelia, Terruzzi, Frosio et Martino). Il passe professionnel fin 1948 mais il est obligé de travailler en usine la semaine car il n'arrive pas à vivre du cyclisme. Il est reclassé indépendant (amateur)  en 1951.
En 1953, il est 2e du championnat d'hiver de vitesse derrière Louis Girardin.

## Palmarès

### Championnat de France
- Champion de France de vitesse des amateurs et  indépendants : 1945
- 2e du  Champion de France de vitesse des amateurs et  indépendants : 1946

### Grands-prix
- Grand Prix Cyclo-Sport de vitesse : 1945 et 1946[19]
- Grand Prix de la Libération 1945[20]